# Aragóniai uralkodók házastársainak listája

Az Aragóniai Királyság címere

Az aragóniai uralkodók házastársainak listáját tartalmazza az alábbi táblázat 1036-tól 1714-ig.

## Uralkodóházak

### Jimeno-ház
| Képe | Címere | Neve                                                                             | Apja                                                         | Születése     | Házassága | Uralkodói hitvessé válása | Uralkodói hitvesi terminus vége    | Halála                        | Házastársa             |
| ---- | ------ | -------------------------------------------------------------------------------- | ------------------------------------------------------------ | ------------- | --- | --- | ---------------------------------- | ----------------------------- | ---------------------- |
| –    |        | Bigorre-i Ermesinda királyné                                                     | Bernát Roger bigorre-i gróf (Foix-ház)                       | ?             | 1036. augusztus 22. | 1036. augusztus 22. | 1049. december 1.                  | 1049. december 1.             | I. Ramiro              |
| –    |        | Idősebb Aquitániai Ágnes királyné                                                | VI. Vilmos vagy VII. Vilmos aquitaniai herceg (Poitiers-ház) | ?             | 1054 | 1054 | 1063. május 8. férje halála        | ?                             | I. Ramiro              |
| –    |        | Urgelli Izabella királyné                                                        | III. Ermengol urgelli gróf (Barcelonai-ház)                  | ?             | 1065 | 1065 | 1071 válás                         | 1071. december 20. előtt      | I. Sancho              |
| –    |        | Roucy Felícia királyné                                                           | IV. Hilduin roucy gróf (Roucy-ház)                           | 1060          | 1076 vagy azelőtt | 1076 vagy azelőtt | 1094. június 4. férje halála       | 1123. május 3.                | I. Sancho              |
| –    |        | Aquitániai Ágnes (1072–1097) királyné                                            | VIII. Vilmos aquitániai herceg (Poitiers-ház)                | 1072          | 1086. január | 1094. június 4. férje trónra lépte                                                                                             | 1097. június 6.                    | 1097. június 6.               | I. Péter               |
| –    |        | Savoyai Berta királyné                                                           | I. Péter savoyai gróf                                        | 1075          | 1097. augusztus 16. | 1097. augusztus 16. | 1104. szeptember 28. férje halála  | 1111 előtt                    | I. Péter               |
|      |        | Kasztíliai Urraca királyné                                                       | VI. Alfonz kasztíliai király (Jimeno-ház)                    | 1079. április | 1109. október | 1109. október | 1115 válás                         | 1126. március 8.              | I. Alfonz              |
| –    |        | Aquitániai Ágnes (1103–1160) királyné                                            | IX. Vilmos aquitániai herceg (Poitiers-ház)                  | 1103          | 1135. november 13. | 1135. november 13. | 1137. november 13. férje lemondása | 1160. március 8. vagy azelőtt | II. (Szerzetes) Ramiro |
|      |        | Barcelonai Rajmund Berengár a királynő férje Aragónia hercege (Princeps Consors) | III. Rajmund Berengár barcelonai gróf (Barcelonai-ház)       | 1113          | 1151 házasságkötésével elnyeri az Aragónia hercege (Princeps Consors) címet, királyi titulust azonban nem kap felesége mellett | 1151 házasságkötésével elnyeri az Aragónia hercege (Princeps Consors) címet, királyi titulust azonban nem kap felesége mellett | 1162. augusztus 6.                 | 1162. augusztus 6.            | I. Petronilla          |

### Barcelonai-ház
| Képe | Címere | Neve                             | Apja                                                       | Születése              | Házassága                                                                     | Uralkodói hitvessé válása (koronázása)                                        | Uralkodói hitvesi terminus vége    | Halála                         | Házastársa                  |
| ---- | ------ | -------------------------------- | ---------------------------------------------------------- | ---------------------- | ----------------------------------------------------------------------------- | ----------------------------------------------------------------------------- | ---------------------------------- | ------------------------------ | --------------------------- |
|      |        | Kasztíliai Sancha királyné       | VII. Alfonz kasztíliai király (Burgundiai-ház)             | 1154/5. szeptember 21. | 1174. január 18.                                                              | 1174. október 17.                                                             | 1196. április 25. a férje halála   | 1208. november 9.              | II. Alfonz                  |
|      |        | Montpellier Mária királyné       | VIII. Vilmos montpellier-i gróf (Montpellier-ház)          | 1182                   | 1204. június 15.                                                              | 1204. június 15.                                                              | 1213. január 21./április 18.       | 1213. január 21./április 18.   | II. (Katolikus) Péter       |
| –    |        | Kasztíliai Eleonóra királyné     | VIII. Alfonz kasztíliai király (Burgundiai-ház)            | 1202                   | 1221. február 6.                                                              | 1221. február 6.                                                              | 1229. április válás                | 1244                           | I. (Hódító) Jakab           |
|      |        | Árpád-házi Jolán királyné        | II. András magyar király (Árpád-ház)                       | 1215/6                 | 1235. szeptember 8.                                                           | 1235. szeptember 8.                                                           | 1251. október 12.                  | 1251. október 12.              | I. (Hódító) Jakab           |
| –    |        | Teresa Gil de Vidaure királyné   | Juan de Vidaure                                            | ?                      | 1255 titokban                                                                 | 1255 titokban                                                                 | 1260. válás                        | 1285. július 15.               | I. (Hódító) Jakab           |
|      |        | Hohenstaufen Konstancia királyné | I. Manfréd szicíliai király (Hohenstaufen-ház)             | 1249                   | 1262. június/július 13.                                                       | 1276. július 27. férje trónra lépte 1276. november 17., Zaragoza koronázása   | 1285. november 2./11. férje halála | 1302. április 9.               | III. (Nagy) Péter           |
| –    |        | Plantagenêt Eleonóra királyné    | I. Edward angol király ((Második) Anjou (Plantagenêt)-ház) | 1269. június 18.       | 1290. augusztus 15. per procuram                                              | 1290. augusztus 15. per procuram                                              | 1291. június 18. férje halála      | 1298. augusztus 29.            | III. (Liberális) Alfonz     |
|      |        | Kasztíliai Izabella királyné     | IV. Sancho kasztíliai király (Burgundiai-ház)              | 1283                   | 1291. december 1., Soria                                                      | 1291. december 1., Soria                                                      | 1295. április 25. válás            | 1328. július 24.               | II. (Igazságos) Jakab       |
|      |        | Anjou Blanka királyné            | II. Károly nápolyi király ((Harmadik) Anjou-ház)           | 1280                   | 1295. október 29./november 1., Vilabertran, Katalónia                         | 1295. október 29./november 1., Vilabertran, Katalónia                         | 1310. október 14.                  | 1310. október 14.              | II. (Igazságos) Jakab       |
| –    |        | Lusignan Mária királyné          | III. Hugó ciprusi király (Lusignan(-Poitiers)-ház)         | 1273                   | 1315. november 27., Girona                                                    | 1315. november 27., Girona                                                    | 1322. április 10./22./november     | 1322. április 10./22./november | II. (Igazságos) Jakab       |
|      |        | Moncadai Elisenda királyné       | I. Péter aitonai úr (Moncada-ház)                          | 1272                   | 1322. december 25., Tarragona                                                 | 1322. december 25., Tarragona                                                 | 5 November 1327 férje halála       | 1364. június 19.               | II. (Igazságos) Jakab       |
|      |        | Kasztíliai Eleonóra királyné     | IV. Ferdinánd kasztíliai király (Burgundiai-ház)           | 1307                   | 1329. február 5., Tarragona                                                   | 1329. február 5., Tarragona                                                   | 1336. január 24. férje halála      | 1359. március/április          | IV. (Jó) Alfonz             |
|      |        | Navarrai Mária királyné          | III. Fülöp navarrai király (Évreux-ház)                    | 1330                   | 1342                                                                          | 1342                                                                          | 1347. április 29.                  | 1347. április 29.              | IV. (Szertartásos) Péter    |
| –    |        | Portugáliai Eleonóra királyné    | IV. Alfonz portugál király (Burgundiai-ház)                | 1328. február 3.       | 1347. november 19., Barcelona                                                 | 1347. november 19., Barcelona                                                 | 1348. október 29.                  | 1348. október 29.              | IV. (Szertartásos) Péter    |
|      |        | Szicíliai Eleonóra királyné      | II. Péter szicíliai király (Barcelonai-ház)                | 1325                   | 1349. június 13./augusztus 27., Valencia                                      | 1349. június 13./augusztus 27., Valencia                                      | 1375. április 20.                  | 1375. április 20.              | IV. (Szertartásos) Péter    |
|      |        | Fortià Szibilla királyné         | Fortià Berengár (Fortià család)                            | 1350                   | 1377. október 11., Barcelona házasságkötése 1381. január, Zaragoza koronázása | 1377. október 11., Barcelona házasságkötése 1381. január, Zaragoza koronázása | 1387. január 5. férje halála       | 1406. november 4./24.          | IV. (Szertartásos) Péter    |
|      |        | Bar Jolán királyné               | I. Róbert, Bar hercege (Montbelliard-ház)                  | 1364/5                 | 1380. február 2., Montpellier                                                 | 1387. január 5. férje trónra lépte                                            | 1396. május 19. férje halála       | 1431. július 3.                | I. (Vadász) János           |
|      |        | Luna Mária királyné              | Lope lunai gróf (Luna család)                              | 1353                   | 1372. június 13., Barcelona                                                   | 1396. május 19. férje trónra lépte 1399. április 22., Zaragoza koronázása     | 1406. december 29.                 | 1406. december 29.             | I. (Idős/Emberséges) Márton |
|      |        | Prades Margit királyné           | Aragóniai Péter entençai báró (Barcelonai-ház)             | 1387/88                | 1409. szeptember 17., Bellesguard, Barcelona                                  | 1409. szeptember 17., Bellesguard, Barcelona                                  | 1410. május 31. férje halála       | 1429. július 15.               | I. (Idős/Emberséges) Márton |

### Trastámara-ház
| Képe | Címere | Neve | Apja | Születése | Házassága | Uralkodói hitvessé válása (koronázása) | Uralkodói hitvesi terminus vége | Halála | Házastársa                |
| --- | --- | --- | --- | --- | --- | --- | --- | --- | ------------------------- |
| | | Alburquerquei Eleonóra királyné | I. Sancho alburquerquei gróf (Burgundiai-ház) | 1374 | 1393/4, Valladolid | 1412. június 28. férje trónra lépte 1414. február 10., Zaragoza koronázása | 1416. április 2. férje halála | 1435. december 16. | I. (Antequerai) Ferdinánd |
| | | Kasztíliai Mária királyné | III. Henrik kasztíliai király (Trastámara-ház) | 1401. szeptember 1. | 1415. június 12., Valencia | 1416. április 2. férje trónra lépte | 1458. június 27. férje halála | 1458. szeptember 14. | V. (Nagylelkű) Alfonz     |
| | | Juana Enríquez királyné | Fadrique Enríquez (Burgundiai-ház) | 1425/30 | 1447. július 7. (vagy 1444. április 1.), Torrelobatón, Valladolid, Kasztília | 1458. június 27. férje trónra lépte | 1468. február 13. | 1468. február 13. | II. (Hitetlen) János      |
| | | Katolikus Izabella királyné | II. János kasztíliai király (Trastámara-ház) | 1451. április 22. | 1469. október 19., Valladolid | 1479. január 19. férje trónra lépte | 1504. november 26. | 1504. november 26. | II. (Katolikus) Ferdinánd |
| | | Foix Germána királyné | Foix János navarrai királyi herceg (Foix(-Grailly)-ház) | 1488/90 | 1506. március 22., Dénia, Valencia | 1506. március 22., Dénia, Valencia | 1516. január 25. férje halála | 1538. október 18. | II. (Katolikus) Ferdinánd |
| Férje halála után nem kötött újabb házasságot, (névleges) uralkodása alatt Johannának nem volt királyi házastársa, de az Aragón Gyűlés, mivel Johanna nem tudta ellátni az uralkodói kötelezettségeit az akadályoztatása (állítólagos mentális egészségi állapota) miatt, társuralkodóvá nyilvánítja az elsőszülött fiát, Károlyt Aragóniában, és megkapja anyja mellett a királyi címet azzal a kikötéssel, hogy csak Johannát illeti meg az Őfelsége megszólítás, míg fiának anyja haláláig Aragóniában csak az Őfensége megszólítás jár. 1516–1555 | Férje halála után nem kötött újabb házasságot, (névleges) uralkodása alatt Johannának nem volt királyi házastársa, de az Aragón Gyűlés, mivel Johanna nem tudta ellátni az uralkodói kötelezettségeit az akadályoztatása (állítólagos mentális egészségi állapota) miatt, társuralkodóvá nyilvánítja az elsőszülött fiát, Károlyt Aragóniában, és megkapja anyja mellett a királyi címet azzal a kikötéssel, hogy csak Johannát illeti meg az Őfelsége megszólítás, míg fiának anyja haláláig Aragóniában csak az Őfensége megszólítás jár. 1516–1555 | Férje halála után nem kötött újabb házasságot, (névleges) uralkodása alatt Johannának nem volt királyi házastársa, de az Aragón Gyűlés, mivel Johanna nem tudta ellátni az uralkodói kötelezettségeit az akadályoztatása (állítólagos mentális egészségi állapota) miatt, társuralkodóvá nyilvánítja az elsőszülött fiát, Károlyt Aragóniában, és megkapja anyja mellett a királyi címet azzal a kikötéssel, hogy csak Johannát illeti meg az Őfelsége megszólítás, míg fiának anyja haláláig Aragóniában csak az Őfensége megszólítás jár. 1516–1555 | Férje halála után nem kötött újabb házasságot, (névleges) uralkodása alatt Johannának nem volt királyi házastársa, de az Aragón Gyűlés, mivel Johanna nem tudta ellátni az uralkodói kötelezettségeit az akadályoztatása (állítólagos mentális egészségi állapota) miatt, társuralkodóvá nyilvánítja az elsőszülött fiát, Károlyt Aragóniában, és megkapja anyja mellett a királyi címet azzal a kikötéssel, hogy csak Johannát illeti meg az Őfelsége megszólítás, míg fiának anyja haláláig Aragóniában csak az Őfensége megszólítás jár. 1516–1555 | Férje halála után nem kötött újabb házasságot, (névleges) uralkodása alatt Johannának nem volt királyi házastársa, de az Aragón Gyűlés, mivel Johanna nem tudta ellátni az uralkodói kötelezettségeit az akadályoztatása (állítólagos mentális egészségi állapota) miatt, társuralkodóvá nyilvánítja az elsőszülött fiát, Károlyt Aragóniában, és megkapja anyja mellett a királyi címet azzal a kikötéssel, hogy csak Johannát illeti meg az Őfelsége megszólítás, míg fiának anyja haláláig Aragóniában csak az Őfensége megszólítás jár. 1516–1555 | Férje halála után nem kötött újabb házasságot, (névleges) uralkodása alatt Johannának nem volt királyi házastársa, de az Aragón Gyűlés, mivel Johanna nem tudta ellátni az uralkodói kötelezettségeit az akadályoztatása (állítólagos mentális egészségi állapota) miatt, társuralkodóvá nyilvánítja az elsőszülött fiát, Károlyt Aragóniában, és megkapja anyja mellett a királyi címet azzal a kikötéssel, hogy csak Johannát illeti meg az Őfelsége megszólítás, míg fiának anyja haláláig Aragóniában csak az Őfensége megszólítás jár. 1516–1555 | Férje halála után nem kötött újabb házasságot, (névleges) uralkodása alatt Johannának nem volt királyi házastársa, de az Aragón Gyűlés, mivel Johanna nem tudta ellátni az uralkodói kötelezettségeit az akadályoztatása (állítólagos mentális egészségi állapota) miatt, társuralkodóvá nyilvánítja az elsőszülött fiát, Károlyt Aragóniában, és megkapja anyja mellett a királyi címet azzal a kikötéssel, hogy csak Johannát illeti meg az Őfelsége megszólítás, míg fiának anyja haláláig Aragóniában csak az Őfensége megszólítás jár. 1516–1555 | Férje halála után nem kötött újabb házasságot, (névleges) uralkodása alatt Johannának nem volt királyi házastársa, de az Aragón Gyűlés, mivel Johanna nem tudta ellátni az uralkodói kötelezettségeit az akadályoztatása (állítólagos mentális egészségi állapota) miatt, társuralkodóvá nyilvánítja az elsőszülött fiát, Károlyt Aragóniában, és megkapja anyja mellett a királyi címet azzal a kikötéssel, hogy csak Johannát illeti meg az Őfelsége megszólítás, míg fiának anyja haláláig Aragóniában csak az Őfensége megszólítás jár. 1516–1555 | Férje halála után nem kötött újabb házasságot, (névleges) uralkodása alatt Johannának nem volt királyi házastársa, de az Aragón Gyűlés, mivel Johanna nem tudta ellátni az uralkodói kötelezettségeit az akadályoztatása (állítólagos mentális egészségi állapota) miatt, társuralkodóvá nyilvánítja az elsőszülött fiát, Károlyt Aragóniában, és megkapja anyja mellett a királyi címet azzal a kikötéssel, hogy csak Johannát illeti meg az Őfelsége megszólítás, míg fiának anyja haláláig Aragóniában csak az Őfensége megszólítás jár. 1516–1555 | I. (Őrült) Johanna        |

#### II. János uralma ellen harcoló trónkövetelők feleségei, 1462–1472
| Képe | Címere | Neve                         | Apja                                  | Születése          | Házassága            | Uralkodói hitvessé válása           | Uralkodói hitvesi terminus vége | Halála             | Házastársa               |
| ---- | ------ | ---------------------------- | ------------------------------------- | ------------------ | -------------------- | ----------------------------------- | ------------------------------- | ------------------ | ------------------------ |
|      |        | Portugáliai Johanna királyné | Eduárd portugál király (Avis-ház)     | 1439. március 20.  | 1455. május 20.      | 1462. férje trónra lépte            | 1463. férje lemondása           | 1475. december 12. | I. (IV./Impotens) Henrik |
|      |        | Montforti Johanna királyné   | XIV. Guido lavali gróf (Monforti-ház) | 1433. november 10. | 1454. szeptember 10. | 1466. július 30. férje trónra lépte | 1472. férje lemondása           | 1498. december 19. | I. (Jó) Renátusz         |

### Habsburg-ház
| Képe | Címere | Neve                                   | Apja                                                                | Születése          | Házassága | Uralkodói hitvessé válása | Uralkodói hitvesi terminus vége   | Halála             | Házastársa              |
| ---- | ------ | -------------------------------------- | ------------------------------------------------------------------- | ------------------ | --- | --- | --------------------------------- | ------------------ | ----------------------- |
|      |        | Portugáliai Izabella királyné          | I. Mánuel portugál király (Avis-ház)                                | 1503. október 23   | 1526. március 10. Az Aragón Gyűlés, mivel Johanna nem tudta ellátni az uralkodói kötelezettségeit az akadályoztatása (állítólagos mentális egészségi állapota) miatt, társuralkodóvá nyilvánítja az elsőszülött fiát, Károlyt Aragóniában, és megkapja anyja mellett a királyi címet azzal a kikötéssel, hogy csak Johannát illeti meg az Őfelsége megszólítás, míg fiának és feleségének Johanna haláláig Aragóniában csak az Őfensége megszólítás jár. | 1526. március 10. Az Aragón Gyűlés, mivel Johanna nem tudta ellátni az uralkodói kötelezettségeit az akadályoztatása (állítólagos mentális egészségi állapota) miatt, társuralkodóvá nyilvánítja az elsőszülött fiát, Károlyt Aragóniában, és megkapja anyja mellett a királyi címet azzal a kikötéssel, hogy csak Johannát illeti meg az Őfelsége megszólítás, míg fiának és feleségének Johanna haláláig Aragóniában csak az Őfensége megszólítás jár. | 1539. május 1.                    | 1539. május 1.     | I. (V.) Károly          |
|      |        | Tudor Mária királyné                   | VIII. Henrik angol király (Tudor-ház)                               | 1516. február 18.  | 1554. július 25. | 1556. január 16. férje trónra lépte | 1558. november 17.                | 1558. november 17. | I. (II./Okos) Fülöp     |
|      |        | Valois Erzsébet királyné               | II. Henrik francia király (Valois-ház)                              | 1545. április 2.   | 1559. június 22. | 1559. június 22. | 1568. október 3.                  | 1568. október 3.   | I. (II./Okos) Fülöp     |
|      |        | Habsburg Anna királyné                 | II. (I.) Miksa német-római császár és magyar király (Habsburg-ház)  | 1549. november 1.  | 1570. május 4. | 1570. május 4. | 1580. október 26.                 | 1580. október 26.  | I. (II./Okos) Fülöp     |
|      |        | Ausztriai Margit királyné              | II. Károly, Stájerország, Karintia és Krajna hercege (Habsburg-ház) | 1584. december 25. | 1599. április 18. | 1599. április 18. | 1611. október 3.                  | 1611. október 3.   | II. (III./Jámbor) Fülöp |
|      |        | Bourbon Izabella királyné              | IV. Henrik francia király (Bourbon-ház)                             | 1602. november 22. | 1615. november 25. | 1621. március 31. férje trónra lépte | 1644. október 6.                  | 1644. október 6.   | III. (IV./Nagy) Fülöp   |
|      |        | Habsburg Mária Anna királyné           | III. Ferdinánd német-római császár és magyar király (Habsburg-ház)  | 1634. december 24. | 1649. október 7. | 1649. október 7. | 1665. szeptember 17. férje halála | 1696. május 16.    | III. (IV./Nagy) Fülöp   |
|      |        | Bourbon-Orléans-i Mária Lujza királyné | I. Fülöp orléans-i herceg (Bourbon-ház)                             | 1662. március 26.  | 1679. november 19. | 1679. november 19. | 1689. február 12.                 | 1689. február 12.  | II. (Babonás) Károly    |
|      |        | Pfalz–Neuburgi Mária Anna királyné     | II. Fülöp Vilmos pflazi választó (Wittelsbach-ház)                  | 1667. október 28.  | 1690. május 14. | 1690. május 14. | 1700. november 1. férje halála    | 1740. július 16.   | II. (Babonás) Károly    |

#### A spanyol örökösödési háború királynéi
| Képe | Címere | Neve | Apja | Születése | Házassága | Uralkodói hitvessé válása | Uralkodói hitvesi terminus vége | Halála | Házastársa             |
| --- | --- | --- | --- | --- | --- | --- | --- | --- | ---------------------- |
| | | Savoyai Mária Lujza királyné | II. Viktor Amadeusz szárd király (Savoyai-ház) | 1688. szeptember 13. | 1701. november 3. | 1701. november 3. | 1705 férje trónfosztása | 1714. február 14. | IV. (V./Bourbon) Fülöp |
| | | Braunschweig–Wolfenbütteli Erzsébet Krisztina királyné | Lajos Rudolf Braunschweig–lüneburgi uralkodó herceg (Welf-ház) | 1691. augusztus 28. | 1708. augusztus 1. | 1708. augusztus 1. | 1714. szeptember 7. férje lemondása | 1750. december 21. | III. (Habsburg) Károly |
| 1715-től, a Bourbonok győzelmével véget ért spanyol örökösödési háború befejeződésétől érvénybe lépnek az 1707-ben IV. (V./Bourbon) Fülöp kibocsátotta Decretos de Nueva Planta rendelkezései, amelyek a hispániai (ibériai) királyságokat Portugália kivételével egységes Spanyol Királysággá formálják. Ettől kezdve a zaragozai székhelyű Aragónia napjainkig egyszerű spanyol tartománnyá válik. | 1715-től, a Bourbonok győzelmével véget ért spanyol örökösödési háború befejeződésétől érvénybe lépnek az 1707-ben IV. (V./Bourbon) Fülöp kibocsátotta Decretos de Nueva Planta rendelkezései, amelyek a hispániai (ibériai) királyságokat Portugália kivételével egységes Spanyol Királysággá formálják. Ettől kezdve a zaragozai székhelyű Aragónia napjainkig egyszerű spanyol tartománnyá válik. | 1715-től, a Bourbonok győzelmével véget ért spanyol örökösödési háború befejeződésétől érvénybe lépnek az 1707-ben IV. (V./Bourbon) Fülöp kibocsátotta Decretos de Nueva Planta rendelkezései, amelyek a hispániai (ibériai) királyságokat Portugália kivételével egységes Spanyol Királysággá formálják. Ettől kezdve a zaragozai székhelyű Aragónia napjainkig egyszerű spanyol tartománnyá válik. | 1715-től, a Bourbonok győzelmével véget ért spanyol örökösödési háború befejeződésétől érvénybe lépnek az 1707-ben IV. (V./Bourbon) Fülöp kibocsátotta Decretos de Nueva Planta rendelkezései, amelyek a hispániai (ibériai) királyságokat Portugália kivételével egységes Spanyol Királysággá formálják. Ettől kezdve a zaragozai székhelyű Aragónia napjainkig egyszerű spanyol tartománnyá válik. | 1715-től, a Bourbonok győzelmével véget ért spanyol örökösödési háború befejeződésétől érvénybe lépnek az 1707-ben IV. (V./Bourbon) Fülöp kibocsátotta Decretos de Nueva Planta rendelkezései, amelyek a hispániai (ibériai) királyságokat Portugália kivételével egységes Spanyol Királysággá formálják. Ettől kezdve a zaragozai székhelyű Aragónia napjainkig egyszerű spanyol tartománnyá válik. | 1715-től, a Bourbonok győzelmével véget ért spanyol örökösödési háború befejeződésétől érvénybe lépnek az 1707-ben IV. (V./Bourbon) Fülöp kibocsátotta Decretos de Nueva Planta rendelkezései, amelyek a hispániai (ibériai) királyságokat Portugália kivételével egységes Spanyol Királysággá formálják. Ettől kezdve a zaragozai székhelyű Aragónia napjainkig egyszerű spanyol tartománnyá válik. | 1715-től, a Bourbonok győzelmével véget ért spanyol örökösödési háború befejeződésétől érvénybe lépnek az 1707-ben IV. (V./Bourbon) Fülöp kibocsátotta Decretos de Nueva Planta rendelkezései, amelyek a hispániai (ibériai) királyságokat Portugália kivételével egységes Spanyol Királysággá formálják. Ettől kezdve a zaragozai székhelyű Aragónia napjainkig egyszerű spanyol tartománnyá válik. | 1715-től, a Bourbonok győzelmével véget ért spanyol örökösödési háború befejeződésétől érvénybe lépnek az 1707-ben IV. (V./Bourbon) Fülöp kibocsátotta Decretos de Nueva Planta rendelkezései, amelyek a hispániai (ibériai) királyságokat Portugália kivételével egységes Spanyol Királysággá formálják. Ettől kezdve a zaragozai székhelyű Aragónia napjainkig egyszerű spanyol tartománnyá válik. | 1715-től, a Bourbonok győzelmével véget ért spanyol örökösödési háború befejeződésétől érvénybe lépnek az 1707-ben IV. (V./Bourbon) Fülöp kibocsátotta Decretos de Nueva Planta rendelkezései, amelyek a hispániai (ibériai) királyságokat Portugália kivételével egységes Spanyol Királysággá formálják. Ettől kezdve a zaragozai székhelyű Aragónia napjainkig egyszerű spanyol tartománnyá válik. | Spanyolország          |